# Ringeldorf

Ringeldorf este o comună în departamentul Bas-Rhin, Franța. În 1 ianuarie 2018 avea o populație de 135 de locuitori.